# Лестер Сити
«Ле́стер Си́ти» (полное название — Футбольный клуб «Лестер Сити», англ. Leicester City Football Club, английское произношение: [ˈlɛstər 'sɪtɪ 'futbɔ:l klʌb]) — английский профессиональный футбольный клуб из Лестера (графство Лестершир, Восточный Мидленд).
Выступает в Чемпионшипе, втором по значимости дивизионе в системе футбольных лиг Англии.
Клуб был основан в 1884 году под названием «Лестер Фосс» (англ. Leicester Fosse F.C.). В 1919 году клуб изменил название на «Лестер Сити».
Традиционное среди болельщиков прозвище клуба — «лисы». С этим связан и девиз клуба «Foxes never quit» («Лисы никогда не сдаются»).
Долгие годы домашним стадионом «Лестер Сити» был «Филберт Стрит», на котором клуб выступал в течение 111 лет. С 2002 года домашним стадионом «Лестер Сити» является стадион «Кинг Пауэр» (ранее известен как «Уокерс») вместимостью более 32 тысяч мест.
Наивысшим достижением клуба является чемпионство в сезоне 2015/16. Команда также выигрывала Кубок Англии, Суперкубок Англии и трижды — Кубок Футбольной лиги.

## История

### Конец XIX века
Футбольный клуб из города Лестер был образован в 1884 году под названием «Лестер Фосс» (Leicester Fosse). Долгое время команда принимала участие только в товарищеских матчах. Только в 1891 году клуб начал выступать в Футбольной лиге Мидленда, а три года спустя, в 1894 году, клуб стал членом Второго дивизиона Футбольной лиги. В том же сезоне команда добилась самой крупной победы в своей истории, обыграв в отборочном раунде Кубка Англии «Ноттс Олимпик» со счётом 13:0.

### Первая половина XX века
В 1908 году «Лестер Фосс» вышел в Первый дивизион Футбольной лиги (высший дивизион английского футбола), но не смог в нём закрепиться, завершив сезон 1908/09 на последнем 20-м месте и проиграв по ходу сезона клубу «Ноттингем Форест» со счётом 0:12 (рекордное поражение в истории клуба). В 1919 году, когда футбол в Англии возобновился после окончания войны, «Лестер Фосс» начал испытывать финансовые затруднения и в итоге разорился. После этого клуб поменял название на «Лестер Сити», что совпало с получением Лестера статуса сити в том же 1919 году.
В межвоенный период обновлённому клубу удалось достичь определённых успехов. В этот период в составе команды выступал её лучший бомбардир Артур Чандлер, на счету которого 273 мяча (рекорд, не побитый до сих пор). В 1925 году был зафиксирован ещё один рекорд клуба: капитан команды Джон Данкан в матче чемпионата против «Порт Вейл» забил 6 безответных мячей, а сама игра закончилась со счётом 7:0. В тот же период времени у клуба появился и антирекорд: на матч «Лестер Сити» против «Стокпорт Каунти», который проходил в городе Манчестере на легендарном стадионе «Олд Траффорд», пришло всего 13 зрителей. Наивысшее достижение клуба пришлось также на межвоенное время: «Лестер Сити» занял второе место в Первом дивизионе сезона 1928/29. До конца 1940-х годов клуб выступал нестабильно, периодически выбывая во Второй дивизион и возвращаясь обратно.

### Вторая половина XX века
В 1949 году «Лестер Сити» впервые сыграл в финале Кубка Англии, уступив «Вулверхэмптону» со счётом 1:3. В 1954 году команда выиграла Второй дивизион, но через один сезон опять вернулась в него. В сезоне 1956/57 «Лестер Сити» вновь выиграл Второй дивизион, набрав 61 очко и забив 109 голов, а нападающий Артур Роули забил в этом сезоне 44 гола (клубный рекорд).
В течение 60-х «Лестер Сити» пять раз доходил до финала Кубка Англии, а в 1964 году команда завоевала свой первый трофей — Кубок Футбольной лиги. В 1961 году клуб открыл свою европейскую страницу в истории, приняв участие в розыгрыше Кубка обладателей кубков, однако дорогу им преградил мадридский «Атлетико», которому удалось переиграть «лисиц». В 1969 году клуб снова покинул Первый дивизион, но спустя два сезона опять вернулся в элиту, став чемпионом Второго дивизиона. Возвращению во многом поспособствовал талант легендарного вратаря команды Питера Шилтона, который пришёл на смену не менее великому Гордону Бэнксу. В 1974 году «Лестер Сити» дошёл до полуфинала Кубка Англии, а в 1978 году снова покинул элиту английского футбола, оказавшись во Втором дивизионе. В течение 1980-х годов клуб то возвращался в Первый дивизион, то вылетал обратно, и иногда доходил до высоких стадий в розыгрышах Кубков.

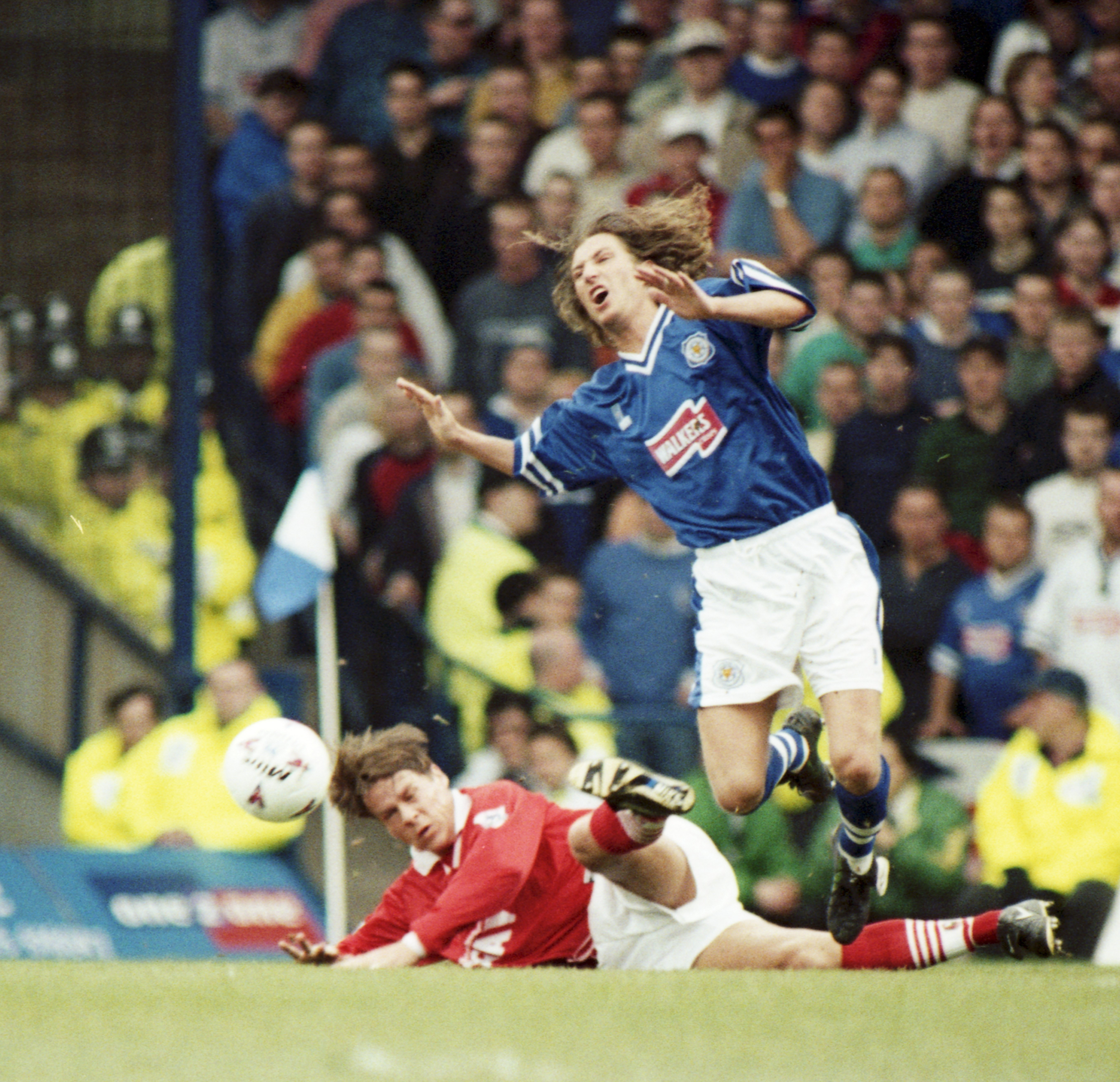
Легенда «Лестер Сити» Робби Сэвидж в матче против «Барнсли»

Новый расцвет команды пришёлся на середину 1990-х годов, когда в 1996 году на пост главного тренера пришёл специалист из Северной Ирландии Мартин О’Нил. Ему удалось не только вернуть «Лестер Сити» в Премьер-лигу, но и укрепиться в ней, заняв к концу чемпионата место в верхней части турнирной таблицы. В 1997 году «лисы» во второй раз в своей истории выиграли Кубок Футбольной лиги, обыграв в переигровке финала «Мидлсбро». В том же сезоне «Лестер Сити» вновь (спустя 36 лет) сыграл в Кубке обладателей кубков, но команду вновь переиграл тот же самый мадридский «Атлетико». В конце 1990-х «Лестер Сити» в очередной раз дошёл до финала Кубка Футбольной лиги, но уступил лондонскому «Тоттенхэму».
В следующем розыгрыше трофея команда О’Нила, хоть и не без труда, преодолела все раунды и вышла в финал. 27 февраля 2000 года в решающем матче на «Уэмбли» против клуба «Транмир Роверс» «Лестер Сити» победил и стал трёхкратным обладателем трофея. Счёт в первом тайме открыл шотландский защитник «Лестера» Мэтт Эллиотт. На 78-й минуте нападающий «бродяг» Дэвид Келли выровнял положение, однако ничейный результат продержался всего три минуты — тот же Эллиотт, признанный лучшим игроком встречи, поставил точку в матче за девять минут до конца основного времени.

### Начало XXI века
В 2001 году на пост главного тренера был приглашён бывший тренер молодёжной сборной Англии Питер Тейлор. После этого клуб начал своё падение. В 18 играх команда потерпела 14 поражений и заняла последнее место по итогам сезона 2001/02. Тейлор был уволен, а на его место пришли Дейв Бассетт и Микки Адамс. Им удалось вернуть команде уверенность, а в 2003 году клуб приобрёл Гари Линекер, который принёс «Лестеру» финансовую стабильность. Перед началом сезона 2003/04 в Премьер-лиге «Лестер Сити» основательно укрепился, купив большое количество игроков. Но остаться в Премьер-лиге клубу не удалось, и «лисы» покинули высший дивизион английского футбола. После этого клуб опять сменил главного тренера, но и это не спасло клуб от дальнейшего спада. В 2008 году «Лестер Сити» оказался в Первой лиге (третьем по значимости дивизионе).
В 2010 году клуб приобрёл тайский миллиардер Вишай Шривадданапрабха. После этого дела у команды стали налаживаться. По итогам сезона 2013/14 «Лестер Сити», выступавший во втором по силе дивизионе чемпионата Англии — Чемпионшипе — за шесть туров до конца турнира гарантировал себе возврат в Премьер-лигу. В следующем сезоне, который команда провела под руководством Найджела Пирсона, команде удалось избежать вылета из Премьер-лиги, выдав на финише турнира восьмиматчевую беспроигрышную серию, что произвело сенсацию европейского футбола[что?].

### Чемпионство в сезоне 2015/16

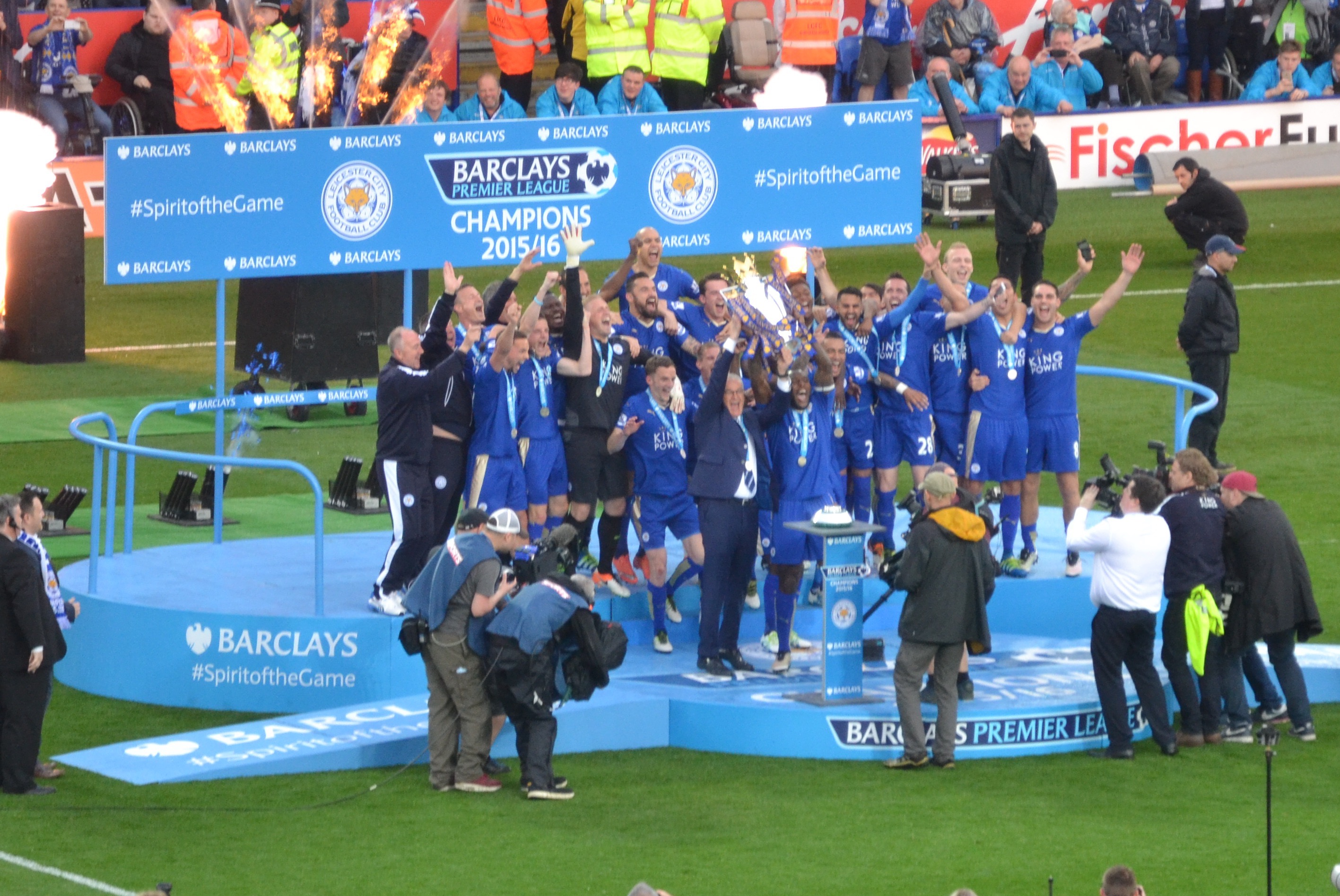
Празднование чемпионства английской Премьер-лиги 2015/16

Летом 2015 года на должность главного тренера «Лестера» был назначен опытный итальянский специалист Клаудио Раньери. Назначение было воспринято неоднозначно, а некоторыми даже пренебрежительно. Перед началом сезона футбольные эксперты сходились во мнении, что главной задачей команды будет сохранение места в Премьер-лиге, некоторые предсказывали команде вылет из Премьер-лиги. Букмекерские конторы перед стартом чемпионата принимали ставки на чемпионство Лестера c коэффициентом 5000, то есть математически вероятность чемпионства оценивалась как ничтожно малая.
Однако под руководством Раньери команда преобразилась и начала серьёзную борьбу за чемпионство, к Новому году подойдя в качестве единоличного лидера чемпионата. Главными звёздами команды в это время стали вратарь Каспер Шмейхель, нападающий Джейми Варди, полузащитники Рияд Махрез и Н’Голо Канте. 10 апреля 2016 года, благодаря победе в 33-м туре над «Сандерлендом», вкупе с поражением «Манчестер Юнайтед» от «Тоттенхэма», «Лестер Сити» впервые в своей истории получил право выступить в Лиге чемпионов. 2 мая 2016 года, после ничейного счёта (2:2) в матче «Челси» — «Тоттенхэм», «Лестер Сити» впервые в своей истории стал чемпионом Англии. Это первое за 38 лет чемпионство команды, которая ещё ни разу не выигрывала главный турнир Англии (до этого в 1978 году свой первый чемпионский титул выиграл «Ноттингем Форест»).

### Сезон 2016/17
23 февраля 2017 года Клаудио Раньери был отправлен в отставку спустя 9 месяцев после завоевания титула чемпионов из-за неудовлетворительных результатов в чемпионате Англии (21 очко после 25 туров — 17 место и всего 1 очко от зоны вылета). Последним матчем Раньери в качестве наставника «Лестера» стала выездная игра против «Севильи» (1:2) в рамках первого матча 1/8 финала Лиги чемпионов.
После отставки Раньери временно исполняющим обязанности главного тренера был назначен Крейг Шекспир, работавший до этого в тренерском штабе итальянца в качестве помощника. Под руководством Шекспира «лисы» одержали пять побед подряд в национальном чемпионате (13 забитых и 4 пропущенных мяча) и пробились в 1/4 финала Лиги чемпионов, обыграв «Севилью» в ответном матче 1/8 финала со счётом 2:0.
Первый матч при Шекспире «Лестер Сити» проиграл 9 апреля в рамках 32-го тура английской Премьер-лиги, уступив на выезде «Эвертону» (2:4), хотя к 10-й минуте вёл 2:1. Через три дня, 12 апреля, «лисы» потерпели поражение в рамках первого матча 1/4 финала Лиги чемпионов против «Атлетико Мадрид» (0:1); ответная игра состоялась в Лестере 18 апреля и завершилась со счётом 1:1. По сумме двух матчей «Атлетико» выиграл со счётом 2:1 и «лисы» выбыли из турнира. На данный момент четвертьфинал Лиги чемпионов является для «Лестера» наивысшим достижением в еврокубках.
Чемпионат «Лестер Сити» завершил на 12 месте с 44 очками.

### Сезон 2017/18
Сезон 2017/2018 «Лестер Сити» начал уже не в роли чемпиона, а в роли крепкого «середняка». Перед началом сезона Крейг Шекспир стал полноценным главным тренером «лис», но уже 17 октября он вернулся на должность ассистента (после 8 туров команда находилась в зоне вылета), а главным тренером команды стал Клод Пюэль. Французу удалось в некоторой степени стабилизировать ситуацию и «Лестер Сити» финишировал на более высоком, чем в прошлом сезоне, месте — 9-м.
В Кубке Англии «лисы» дошли до четвертьфинала, в котором в дополнительное время уступили «Челси» (1:2).

### Сезон 2018/19
Перед сезоном 2018/2019 «Лестер Сити» продал в «Манчестер Сити» одну из своих главных звёзд — Рияда Махреза. В целом сезон команда начала так же как и прошлый — после 10 туров на 12-м месте.
27 октября 2018 года погиб президент клуба Вишай Шривадданапрабха, спустя полчаса после окончания матча 10-го тура Премьер-лиги «Лестер Сити» — «Вест Хэм Юнайтед» (1:1). Вертолёт AgustaWestland AW169, принадлежащий владельцу «Лестера» Шриваддханапрабхе, взлетел, однако вскоре потерял управление и рухнул на парковку у стадиона «Кинг Пауэр». Никто из пяти человек на борту не выжил. После объявления о гибели президента болельщики «Лестера» начали нести к стадиону клубную атрибутику, цветы и свечи, также многие футболисты команды выразили соболезнования по поводу гибели.
24 февраля 2019 года главный тренер Клод Пюэль был отправлен в отставку после домашнего поражения от «Кристал Пэлас».
26 февраля 2019 года главным тренером стал Брендан Роджерс. Предыдущим местом работы Роджерса был шотландский «Селтик». Вместе с Роджером из «Селтика» перешли его помощники Коло Туре и Крис Дэвис.

### Сезон 2019/20
25 октября 2019 года клуб установил рекорд Премьер-лиги, одержав самую крупную выездную победу в истории турнира: «Саутгемптон» был разгромлен со счётом 9:0.
С приходом Брендана Роджерса «Лестер Сити» финишировал на пятом месте и получил право выступить в следующем сезоне в Лиге Европы.
По итогам сезона 2019/20, клуб понёс убытки в размере 67,3 миллиона фунтов стерлингов. Руководство клуба опубликовало финансовые результаты сезона, в которых основной причиной убытков указана пандемия вируса COVID-19.

### Сезон 2020/21
По итогам сезона 2020/2021 Лестер занял 5 место. Долгое время команда шла в зоне Лиги Чемпионов, конкурируя с Манчестер Юнайтед за вторую строчку в таблице, но провалила концовку чемпионата.
Наивысшим достижением стала историческая победа в финале Кубка Англии над «Челси» (1:0), которая принесла Лестеру первую (за 137 лет) победу в этом турнире.
В Лиге Европы Лестер дошёл до 1/16 финала, где уступил пражской Славии (0:0 в гостях, 0:2 дома).

## Текущий состав
| 1  | Уэльс      | Вр  | Дэнни Уорд        | 1993 |  |  |  |  |  |
| 31 | Дания      | Вр  | Даниэль Иверсен   | 1997 |  |  |  |  |  |
| 41 | Польша     | Вр  | Якуб Столарчик    | 2000 |  |  |  |  |  |
|    |            |     |                   |      |  |  |  |  |  |
| 2  | Англия     | Защ | Джеймс Джастин    | 1998 |  |  |  |  |  |
| 3  | Бельгия    | Защ | Ваут Фас          | 1998 |  |  |  |  |  |
| 4  | Англия     | Защ | Конор Коуди       | 1993 |  |  |  |  |  |
| 5  | Италия     | Защ | Калеб Околи       | 2001 |  |  |  |  |  |
| 15 | Австралия  | Защ | Харри Суттар      | 1998 |  |  |  |  |  |
| 16 | Дания      | Защ | Виктор Кристансен | 2002 |  |  |  |  |  |
| 21 | Португалия | Защ | Рикарду Перейра   | 1993 |  |  |  |  |  |
| 23 | Дания      | Защ | Янник Вестергор   | 1992 |  |  |  |  |  |
| 25 | Франция    | Защ | Войо Кулибали     | 1999 |  |  |  |  |  |
| 33 | Англия     | Защ | Люк Томас         | 2001 |  |  |  |  |  |
|    |            |     |                   |      |  |  |  |  |  |
| 6  | Нигерия    | ПЗ  | Уилфред Ндиди     | 1996 |  |  |  |  |  |

| 8  | Англия      | ПЗ  | Гарри Уинкс            | 1996 |  |  |  |  |  |
| 11 | Марокко     | ПЗ  | Билал эль-Ханнус       | 2004 |  |  |  |  |  |
| 22 | Англия      | ПЗ  | Оливер Скипп           | 2000 |  |  |  |  |  |
| 24 | Франция     | ПЗ  | Бубакари Сумаре        | 1999 |  |  |  |  |  |
| 34 | Англия      | ПЗ  | Майкл Голдинг          | 1997 |  |  |  |  |  |
| 35 | Англия      | ПЗ  | Кейси Макатир          | 2001 |  |  |  |  |  |
| 40 | Аргентина   | ПЗ  | Факундо Буонанотте     | 2004 |  |  |  |  |  |
|    |             |     |                        |      |  |  |  |  |  |
| 7  | Гана        | Нап | Абдул Фатаву           | 2004 |  |  |  |  |  |
| 9  | Англия      | Нап | Джейми Варди (капитан) | 1987 |  |  |  |  |  |
| 10 | Флаг Англии | Нап | Стефи Мавидиди         | 1998 |  |  |  |  |  |
| 14 | Флаг Ямайки | Нап | Бобби Декордова-Рид    | 1993 |  |  |  |  |  |
| 18 | Флаг Ганы   | Нап | Джордан Айю            | 1991 |  |  |  |  |  |
| 20 | Замбия      | Нап | Патсон Дака            | 1998 |  |  |  |  |  |
| 27 | Франция     | Нап | Одсонн Эдуар           | 1998 |  |  |  |  |  |

## Достижения
- Первый дивизион / Премьер-лига[24]
  - Чемпион: 2015/16
  - Вице-чемпион: 1928/29
- Второй дивизион / Чемпионшип[24]
  - Чемпион (8): 1924/25, 1936/37, 1953/54, 1956/57, 1970/71, 1979/80, 2013/14, 2023/24
  - Вице-чемпион (2): 1907/08, 2002/03
- Третий дивизион / Лига 1[24]
  - Чемпион: 2008/09
- Кубок Англии
  - Обладатель: 2021
  - Финалист (4): 1949, 1961, 1963, 1969
- Кубок Футбольной лиги
  - Обладатель (3): 1964, 1997, 2000
  - Финалист (2): 1965, 1999
- Суперкубок Англии
  - Обладатель (2): 1971, 2021

## Формы
Домашняя форма
| 2009/10 | 2010/11 | 2011/12 | 2012/13 | 2013/14 | 2014/15 | 2015/16 | 2016/17 | 2017/18 | 2018/19 | 2019/20 |
| 2020/21 | 2021/22 | 2022/23 | 2023/24 | 2024/25 |         |         |         |         |         |         |

Выездная форма
| 2009/10 | 2010/11 | 2011/12 | 2012/13 | 2013/14 | 2014/15 | 2015/16 | 2016/17 | 2017/18 | 2018/19 | 2019/20 |
| 2020/21 | 2021/22 | 2022/23 | 2023/24 | 2024/25 |         |         |         |         |         |         |

Резервная форма
| 2012/13 | 2014/15 | 2015/16 | 2016/17 | 2017/18 | 2018/19 | 2019/20 | 2020/21 | 2021/22 | 2022/23 | 2023/24 |

Источники:
- Leicester City FC. www.colours-of-football.com. Дата обращения: 29 июля 2023. Архивировано 29 июля 2023 года.
- Leicester City Kit History (англ.). Football Kit Archive. Дата обращения: 29 июля 2023. Архивировано 29 июля 2023 года.</ref>